# Громињана (Лука)
Громињана је насеље у Италији у округу Лука, региону Тоскана.
Према процени из 2011. у насељу је живело 104 становника. Насеље се налази на надморској висини од 598 м.